# Thomas Christen
Thomas Christen (* 6. Februar 1975; heimatberechtigt in Wynau) ist ein Schweizer Beamter und früherer Parteifunktionär. Er war von 2006 bis 2012 Generalsekretär der Sozialdemokratischen Partei. Er ist Stellvertretender Direktor des Bundesamt für Gesundheit.

## Leben
Christen machte seine Matura in Latein und Englisch von 1990 bis 1995 an der Kantonsschule am Burggraben in St. Gallen. Von 1995 bis 2002 studierte er Rechtswissenschaft an der Universität St. Gallen und schloss mit einer Lizenziatsarbeit über die Europäische Sicherheits- und Asylpolitik ab.
Christen war Generalsekretär der Neuen Europäischen Bewegung Schweiz von Juni 2000 bis November 2002 und danach im Wahlkampagnenteam der SP bis zum Dezember 2003. Von Februar 2004 bis Juli 2004 war er als Kampagnenleiter tätig und dann, als Leiter Abteilung Kampagnen und Kommunikation, stellvertretender Generalsekretär von August 2004 bis September 2005. Am 1. September 2006 wurde er Generalsekretär der SP. Ab Februar 2012 war er persönlicher Mitarbeiter von Bundesrat Alain Berset. Seit 2017 ist er im Bundesamt für Gesundheit (BAG) verantwortlich für den Direktionsbereich Kranken- und Unfallversicherung und Mitglied der Geschäftsleitung. Am 1. August 2021 wurde er zusätzlich Stellvertretender Direktor des BAG.
Christen ist Vater eines Sohnes (* 2011) und lebt mit seiner Partnerin, der SP-Politikerin Ursula Wyss, in Bern.